# Kỷ Thành
Kỷ Thành (giản thể: 纪成; phồn thể: 紀成; ? - 205 TCN) là tướng lĩnh, công thần nhà Tây Hán, thường bị nhầm lẫn với Kỷ Tín.

## Cuộc đời
Khoảng 209 TCN - 206 TCN, Kỷ Thành quy thuận Lưu Bang, trở thành một trong những tướng quân đầu tiên dưới trướng Bái công. Sau đó, Thành theo Lưu Bang diệt Tần, địa vị không thấp.
Năm 206 TCN, Lưu Bang hạ Vũ quan, Tần Tử Anh đầu hàng. Tháng 12, Hạng Vũ mới phá Hàm Cốc quan tiến vào Quan Trung, mời Lưu Bang dự tiệc ở Hồng Môn. Trong yến tiệc, Hạng Trang múa kiếm, muốn giết Lưu Bang, may được Phàn Khoái, Hạ Hầu Anh, Cận Cường, Kỷ Thành hộ vệ, chạy về Bá Thượng. Sử ký ghi rằng tướng tham dự Hồng Môn yến là Kỷ Tín, Hán thư lại ghi là Kỷ Thành. Tháng giêng, Lưu Bang được phong làm Hán vương, đóng đô Hán Trung. Kỷ Thành theo Lưu Bang vào đất Thục.
Năm 205 TCN, Lưu Bang nghe theo mưu của Hàn Tín, từ đường Trần Thương tập kích Tam Tần. Kỷ Thành dẫn quân tiên phong tiến công Hiếu Trĩ, đụng độ quân của Ung vương Chương Hàm. Hai bên giao chiến, Chương Hàm lui quân, để Chương Bình giữ Hiếu Trĩ. Bản thân Kỷ Thành tử trận.
Sau khi Kỷ Thành chết, hai quân lâm vào giằng co. Lưu Bang nghe kế của Triệu Diễn, phái Chu Bột, Tào Tham, Phàn Khoái đi vòng qua Trần Thương, đánh các thành Hòe Lý, Ung, Ly,... Viện quân của Chương Bình bị Tào Tham, Phàn Khoái đánh bại ở phía nam. Không lâu sau, quân Hán đánh hạ Hiếu Trĩ, Chương Hàm chạy về Phế Khâu.

## Hậu sự
Năm 199 TCN, Hán Cao Tổ nhớ tới công lao của Kỷ Thành, phong con của Thành là Kỷ Thông làm Tương Bình hầu. Hầu quốc đặt ở huyện Tương Bình, quận Liêu Đông.